# Gotthard V. von Hoeveln

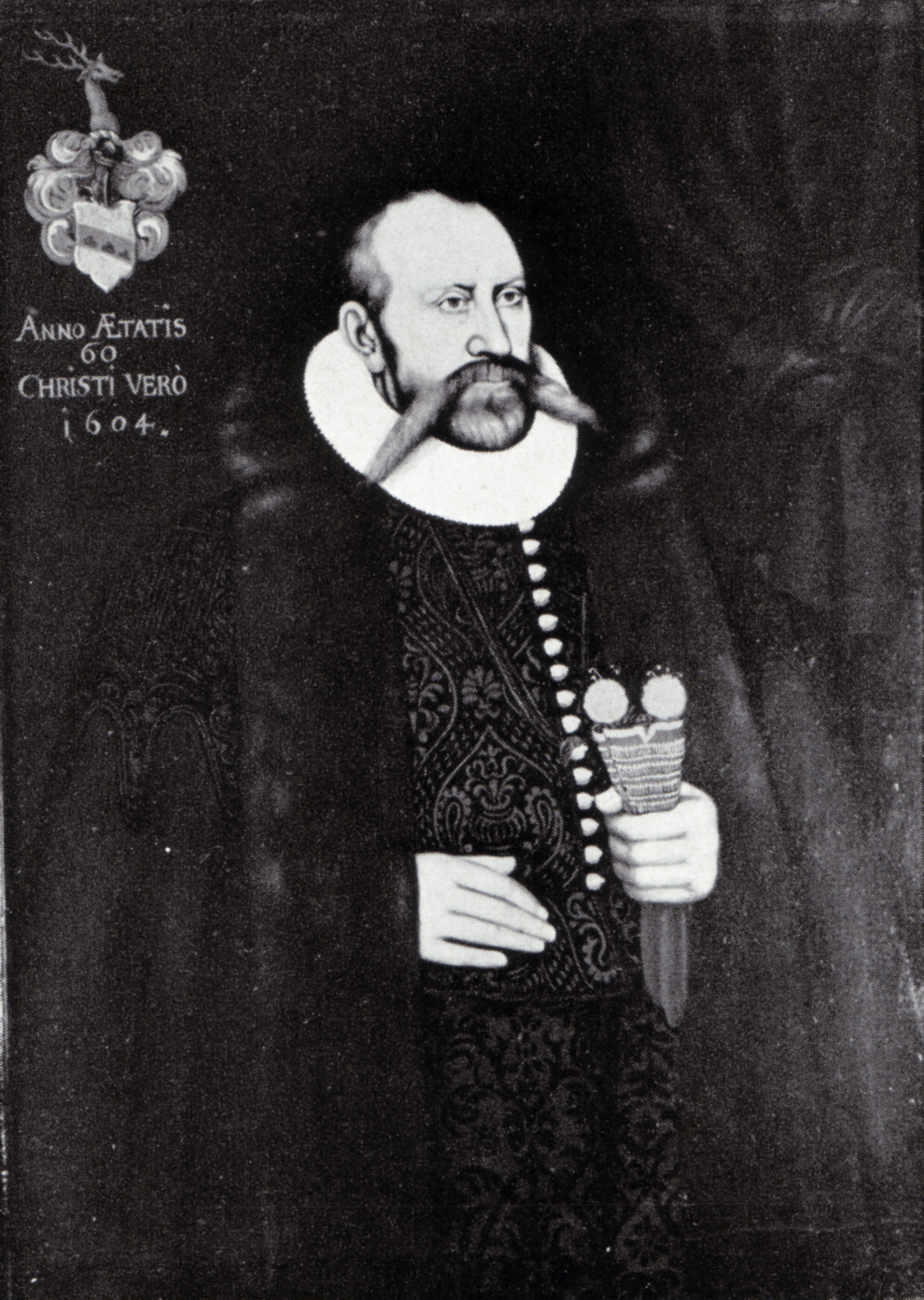
Gotthardt von Hoeveln in der Bürgermeistergalerie im Lübecker Rathaus

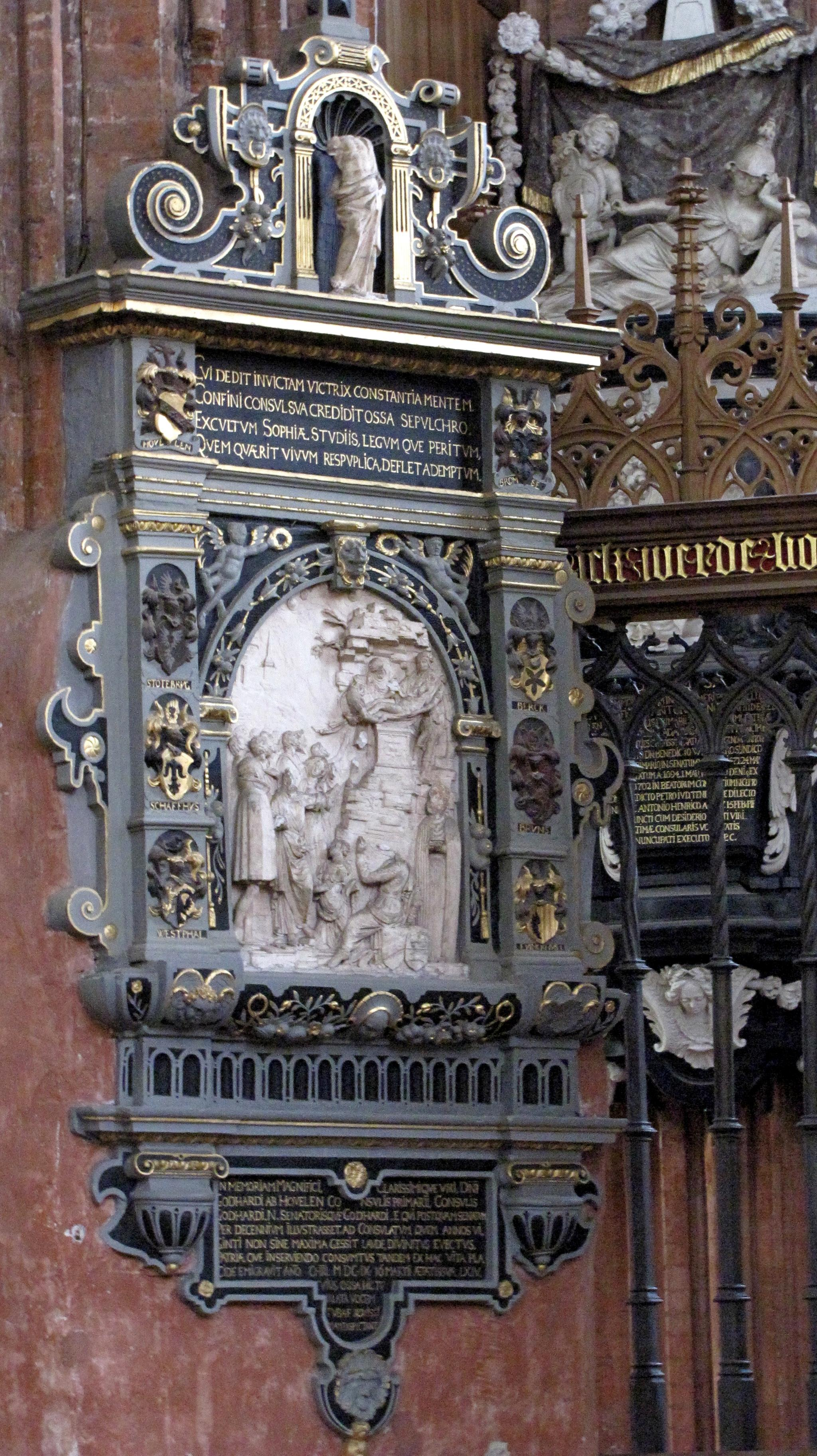
Epitaph in St. Marien

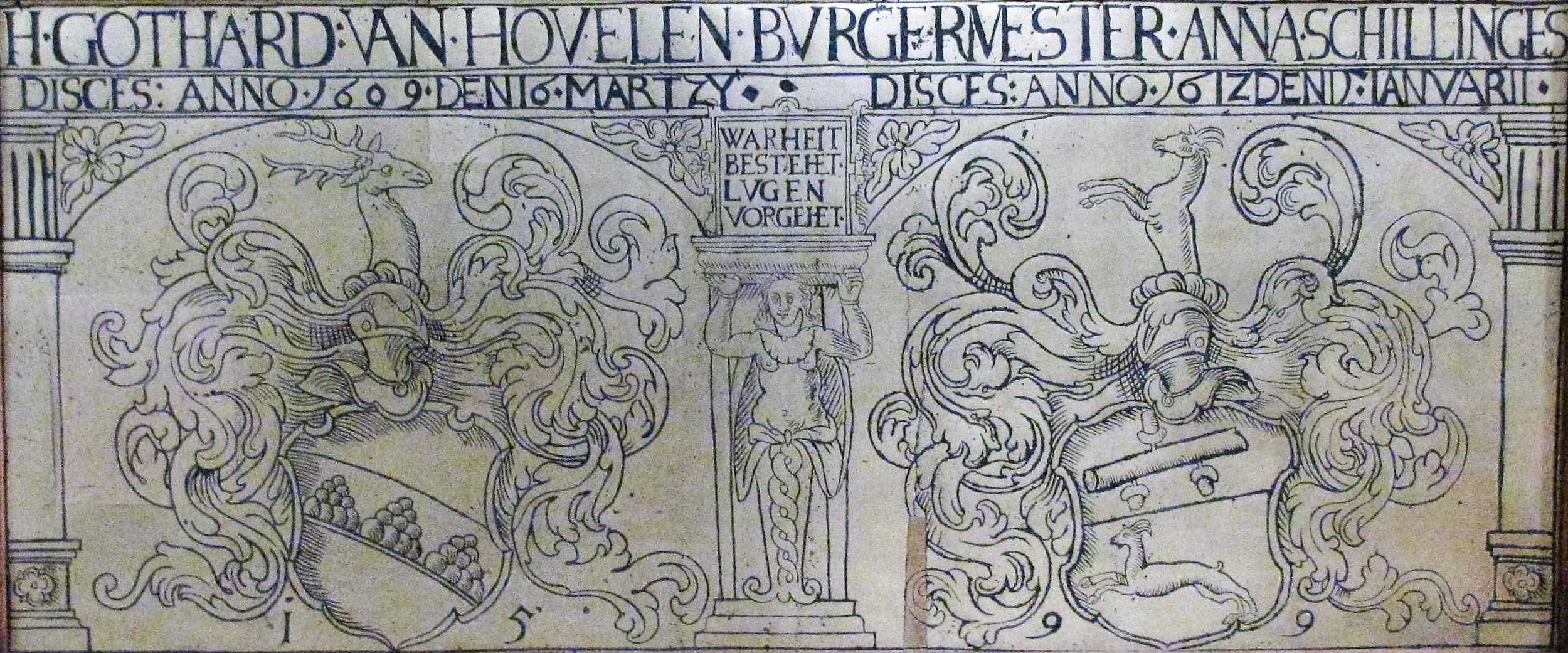
Messingeinlage der Grabplatte in St. Marien

Gotthard V. von Hoeveln (* 1544 in Lübeck; † 16. März 1609 ebenda) war ein Bürgermeister der Hansestadt Lübeck. Er war der Enkel des Bürgermeisters Gotthard III. von Hoeveln und stand zur bürgerlichen-fortschrittlichen Tradition der Familie und damit zur Offenheit gegenüber neuen Entwicklungen.

## Leben und Wirken
Gotthard von Hoeveln war der Sohn des Ratsherrn Gotthard IV. von Höveln. Am 7. Mai 1578 zog er als Ratsherr in den Senat ein und am 15. Februar 1589 wurde er zum Bürgermeister gewählt. Es war eine unruhige Amtszeit, geprägt von vielen Streitigkeiten und Auflagen durch die Fürstenhäuser. Bereits als Ratsherr war er 1582 Delegierter beim Reichstag in Augsburg und als Bürgermeister 1589 beim Reichstag in Kopenhagen. Im Jahr 1595 gab es Zollstreitigkeiten mit dem Herzog Franz II. von Sachsen-Lauenburg und von Hoeveln griff hierbei in der Eigenschaft eines kaiserlichen Kommissars in die Verhandlungen ein, jedoch erfolglos und die gegenseitigen Überfälle und Schikanen dauerten noch fast zehn Jahre an. Auch das Zerwürfnis der Hanse mit England, welches die Auflösung der Hanse anstrebte, belastete seine Amtszeit, ging es doch hier ebenfalls um internationale Zollbestimmungen und um Privilegien der hanseatischen Städte.
Ebenso fielen in seine Amtszeit die so genannten „Reiserschen Unruhen“, die sich über fast zwei Jahre hinzogen. Um den Unruhestifter Heinrich Reiser nicht zu sehr aufzuwerten, überließ von Hoeveln es seinem zweiten Bürgermeister, Alexander Lüneburg, die Verhandlungen zu führen und sie am 28. November 1600 zu einem akzeptablen Abschluss zu bringen. Darüber hinaus brachte er am 14. Juli 1605 nach langen und zähen Verhandlungen einen Kompromiss über den Bürgerrezess mit der Bürgerschaft zustande. Zu einem anschließenden Bankett des Bürgerausschusses wurden der Bürgermeister von Hoeveln und einige andere wichtige Persönlichkeiten aus seinem Umfeld aber nicht eingeladen und damit erneut brüskiert. Heinrich Reiser selbst versuchte ebenfalls durch Verleumdungen weiterhin gegen von Hoeveln zu intrigieren.
Gotthard von Hoeveln überlebte diese ständigen Anfeindungen noch vier Jahre und starb schließlich am 16. März 1609. Er war mit Anna Schillings († 1612) verheiratet und hatte nur eine Tochter namens Margret (* 1574), welche den Lübecker Ratsherrn Heinrich Brömbse (1569–1632) heiratete. Zusammen mit seiner Frau ist er im Chor der Marienkirche bestattet worden; das Grab war mit einer gravierten Messingplatte bedeckt. Während das Grab durch die Höherlegung des Chores nach dem Zweiten Weltkrieg nicht mehr sichtbar ist, wurde die zugehörige Messingplatte in einem Holzrahmen im südlichen Chorumgang aufgehängt. Hoeveln und seine Frau sind in zeitgenössischer Tracht zusammen mit ihren Wappen und den Wappen ihrer acht Ahnen auf einem Epitaph neben der Gruft abgebildet, das die Erweckung der Tochter des Jaïrus darstellt. Das von dem niederländischen Bildhauer Robert Coppens gestaltete Monument am dritten nördlichen Chorpfeiler des Altarraums  enthält zwei lateinische Inschriften. Ebenso befand sich noch ein Ölbild im Chor der Lübecker Katharinenkirche.
Die Lübecker Stadtbibliothek verwahrt drei für ihn 1592/1593 gefertigte Abschriften der Chronik des Reimar Kock.
Der Lübecker Ratsherr Gotthard VI. von Höveln war sein Neffe.